# Skeleton op de Olympische Winterspelen
De olympische sportdiscipline Skeleton stond in 1928 en 1948 op het programma van de Olympische Winterspelen. Hierna zou het tot 2002 duren voordat skeleton weer als medaillesport op het olympisch programma kwam. Het toernooi wordt georganiseerd door de FIBT onder auspiciën van het Internationaal Olympisch Comité.

## Edities
| Spelen    | Jaar      | Gaststad / Gastland                         | Plaats                                      | Accommodatie                                | Datum                                       | Landen                                      | Sporters                                    | Sporters                                    | Sporters                                    | Ond.                                        | Winnaar medaillespiegel                     |
| Spelen    | Jaar      | Gaststad / Gastland                         | Plaats                                      | Accommodatie                                | Datum                                       | Landen                                      | Totaal                                      | M                                           | V                                           | Ond.                                        | Winnaar medaillespiegel                     |
| --------- | --------- | ------------------------------------------- | ------------------------------------------- | ------------------------------------------- | ------------------------------------------- | ------------------------------------------- | ------------------------------------------- | ------------------------------------------- | ------------------------------------------- | ------------------------------------------- | ------------------------------------------- |
| XXV       | 2026      | Milaan en Cortina d'Ampezzo, Italië         | Cortina d'Ampezzo                           | Pista olimpica Eugenio Monti                | 6–22 februari                               |                                             |                                             |                                             |                                             | 2                                           |                                             |
| XXIV      | 2022      | Peking, China                               | Yanqing                                     | Yanqing Sliding Centre                      | 10–12 februari                              | 21                                          | 50                                          | 25                                          | 25                                          | 2                                           | Duitsland                                   |
| XXIII     | 2018      | Pyeongchang, Zuid-Korea                     | Pyeongchang                                 | Alpensia Sliding Centre                     | 15–17 februari                              | 24                                          | 50                                          | 30                                          | 20                                          | 2                                           | Groot-Brittannië                            |
| XXII      | 2014      | Sotsji, Rusland                             | Krasnaja Poljana                            | Sliding Center Sanki                        | 13–15 februari                              | 17                                          | 46                                          | 27                                          | 19                                          | 2                                           | Rusland                                     |
| XXI       | 2010      | Vancouver, Canada                           | Whistler                                    | Whistler Sliding Centre                     | 18–19 februari                              | 19                                          | 48                                          | 28                                          | 20                                          | 2                                           | Canada Groot-Brittannië                     |
| XX        | 2006      | Turijn, Italië                              | Cesana Torinese                             | Cesana Pariol                               | 16–17 februari                              | 21                                          | 42                                          | 27                                          | 15                                          | 2                                           | Canada                                      |
| XIX       | 2002      | Salt Lake City, Verenigde Staten            | Park City                                   | Utah Olympic Park Track                     | 20 februari                                 | 19                                          | 39                                          | 26                                          | 13                                          | 2                                           | Verenigde Staten                            |
| 1952-1998 | 1952-1998 | Geen skeleton op de Olympische Winterspelen | Geen skeleton op de Olympische Winterspelen | Geen skeleton op de Olympische Winterspelen | Geen skeleton op de Olympische Winterspelen | Geen skeleton op de Olympische Winterspelen | Geen skeleton op de Olympische Winterspelen | Geen skeleton op de Olympische Winterspelen | Geen skeleton op de Olympische Winterspelen | Geen skeleton op de Olympische Winterspelen | Geen skeleton op de Olympische Winterspelen |
| V         | 1948      | Sankt Moritz, Zwitserland                   | Sankt Moritz                                | Cresta Run (natuurijs)                      | 3–5 februari                                | 9                                           | 15                                          | 15                                          | –                                           | 1                                           | Italië                                      |
| 1932-1936 | 1932-1936 | Geen skeleton op de Olympische Winterspelen | Geen skeleton op de Olympische Winterspelen | Geen skeleton op de Olympische Winterspelen | Geen skeleton op de Olympische Winterspelen | Geen skeleton op de Olympische Winterspelen | Geen skeleton op de Olympische Winterspelen | Geen skeleton op de Olympische Winterspelen | Geen skeleton op de Olympische Winterspelen | Geen skeleton op de Olympische Winterspelen | Geen skeleton op de Olympische Winterspelen |
| II        | 1928      | Sankt Moritz, Zwitserland                   | Sankt Moritz                                | Cresta Run (natuurijs)                      | 17 februari                                 | 6                                           | 10                                          | 10                                          | –                                           | 1                                           | Verenigde Staten                            |

## Onderdelen
| Onderdeel | 28 |  | 48 |  | 02 | 06 | 10 | 14 | 18 | 22 | Totaal |
| --------- | -- |  | -- |  | -- | -- | -- | -- | -- | -- | ------ |
| Mannen    | •  |  | •  |  | •  | •  | •  | •  | •  | •  | 8      |
|           |    |  |    |  |    |    |    |    |    |    |        |
| Vrouwen   |    |  |    |  | •  | •  | •  | •  | •  | •  | 6      |
| Totaal    | 1  |  | 1  |  | 2  | 2  | 2  | 2  | 2  | 2  | 14     |

## Medaillewinnaars
Meervoudige medaillewinnaars
| P | Olympiër            | Land | Editie(s) | Goud | Zilver | Brons | T | Onderdeel |
| - | ------------------- | ---- | --------- | ---- | ------ | ----- | - | --------- |
| 1 | Lizzy Yarnold       | GBR  | 2014-2018 | 2    | 0      | 0     | 2 | vrouwen   |
| 2 | Aleksandr Tretjakov | RUS  | 2010-2014 | 1    | 0      | 1     | 2 | mannen    |
| 3 | John Heaton         | USA  | 1928-1948 | 0    | 2      | 0     | 2 | mannen    |
| 3 | Martins Dukurs      | LAT  | 2010-2014 | 0    | 2      | 0     | 2 | mannen    |
| 5 | Gregor Stähli       | SUI  | 2002-2006 | 0    | 0      | 2     | 2 | mannen    |

## Medaillespiegel
Tot en met de Olympische Winterspelen van 2022.
| Plaats | Land             | NOC    | Goud | Zilver | Brons | Totaal |
| ------ | ---------------- | ------ | ---- | ------ | ----- | ------ |
| 1      | Verenigde Staten | USA    | 3    | 4      | 1     | 8      |
| 2      | Groot-Brittannië | GBR    | 3    | 1      | 5     | 9      |
| 3      | Duitsland        | GER    | 2    | 3      | 1     | 6      |
| 4      | Canada           | CAN    | 2    | 1      | 1     | 4      |
| 5      | Rusland          | RUS    | 1    | 0      | 2     | 3      |
| 5      | Zwitserland      | SUI    | 1    | 0      | 2     | 3      |
| 7      | Italië           | ITA    | 1    | 0      | 0     | 1      |
| 7      | Zuid-Korea       | KOR    | 1    | 0      | 0     | 1      |
| 9      | Letland          | LAT    | 0    | 2      | 0     | 2      |
| 10     | Australië        | AUS    | 0    | 1      | 0     | 1      |
| 10     | Oostenrijk       | AUT    | 0    | 1      | 0     | 1      |
| 10     | OAR              | OAR    | 0    | 1      | 0     | 1      |
| 13     | China            | CHN    | 0    | 0      | 1     | 1      |
| 13     | Nederland        | NED    | 0    | 0      | 1     | 1      |
| Totaal | Totaal           | Totaal | 14   | 14     | 14    | 42     |

St. Moritz 1928 · 
St. Moritz 1948 · 
Salt Lake City 2002 · 
Turijn 2006 · 
Vancouver 2010 · 
Sotsji 2014 · 
Pyeongchang 2018 · 
Peking 2022 
Lijst van olympische medaillewinnaars
Olympische Zomerspelen
Olympische Winterspelen
Gerelateerd
Olympische Jeugdspelen · Paralympische Spelen · Deaflympische Spelen · Special Olympic World Games
IOC · COA · BOIC · NOC*NSF · NAOC · SOC